# Pierre Lefèvre-Pontalis

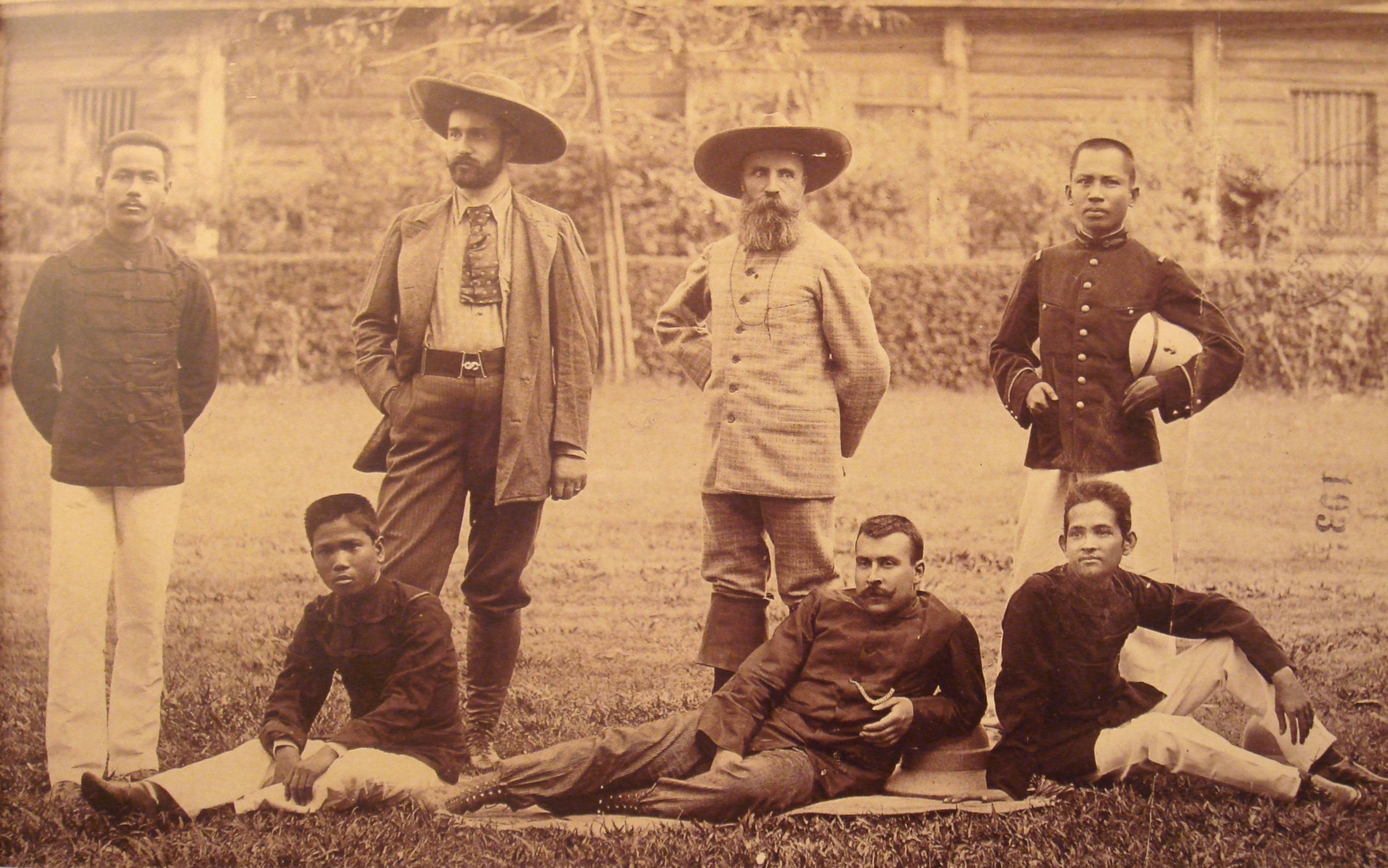
1889 setzte Lefèvre-Pontalis (hinten, dritter von links) zusammen mit Auguste Pavie das Protektorat Laos (Protectorat français du Laos) in der französischen Kolonie Französisch-Indochina um.

Pierre Lefèvre-Pontalis (* 13. November 1864; † 1938) war ein französischer Diplomat.

## Leben
Pierre Lefèvre-Pontalis war der Sohn von Caroline West und Amédée Lefèvre-Pontalis, und cousin von Marie Augustin Jean Doulcet. Er studierte Rechtswissenschaft und am Institut national des langues et civilisations orientales. Im Außenministerium am Quai d’Orsay diente er zunächst in der Wirtschaftsabteilung.
1894 war er unter Auguste Pavie stellvertretender Beauftragter in Laos. Von 1894 bis 1895 war er im Vietnam unter französischer Kolonialherrschaft Mitglied einer Grenzkommission für das Gebiet Roter Fluss und Mekong, zudem war er für eine französisch-britische Grenzkommission tätig.
1896 war er Gesandtschaftssekretär in Kairo und 1899 Gesandtschaftssekretär in Luxemburg sowie in Sankt Petersburg. In Anlehnung an die Weltausstellung im Jahre 1900 in Paris organisierte die französische Kolonialverwaltung in Vietnam vom November 1902 bis zum Januar 1903 die Ausstellung L’Exposition d’Hanoï wohin auch Lefevre-Pontalis gesandt wurde. 1905 war er Gesandtschaftssekretär in Athen. 1908 war er Mitglied der internationalen Finanzkontrolle, der sich der griechische König Georg I. seit 1893 hatte unterwerfen müssen. 1909 war er Gesandtschaftssekretär in Washington und von 1912 bis 1915 Ministre plénipotentiaire in Bangkok. 1918 leitete er das Generalkonsulat in Kairo. Vom Februar bis zum August 1920 war er Hochkommissar und anschließend bis Oktober 1924 Ministre plénipotentiaire  in Wien. Pontalis' Frau trug den Nachnamen Déjardin-Verkinder. Pontalis war Kommandeur der Ehrenlegion.

## Veröffentlichungen
- Voyages dans le haut Laos et sur les frontières de Chine et de Birmanie. In: Mission Pavie: Indo-Chine, 1879-1895: Géographie et voyages, Bd. 5. E. Leroux, Paris, 1902.